# Cereceda (Nava de Mena)
Cereceda es un núcleo de población español del municipio de Valle de Mena, perteneciente a la provincia de Burgos, en la comunidad autónoma de Castilla y León.

## Demografía
En 2023, el núcleo de población de Cereceda, encuadrado dentro de la entidad singular de población de Nava de Mena, tenía empadronados 17 habitantes.